# Nereta
Nereta (ros. Нерета, niem. Nerft) – wieś na Łotwie, w południowej części kraju, w novadsie Aizkraukle. W latach 2009–2021 stolica novadsu Nereta.
Pierwszy raz wzmiankowana w roku 1298; w przeszłości duże dobra zaliczane do powiatu frydrychsztackiego (ze stolicą we Frydrychsztacie, łot. Jaunjelgava) okręgu zelburskiego (stolica w Zelburgu, łot. Sēlpils); we wsi odbywały się duże jarmarki.
We wsi znajduje się kościół ewangelicki, uważany za jeden z najstarszych kościołów w Semigalii. Jego budowa rozpoczęła się z inicjatywy hrabiego Wilhelma von Effern w 1584, przebudowany został w roku 1679.
Wieś położona jest 4 km od granicy z Litwą, nad rzeką Dienvidsusēja (prawym dopływem Niemenka); wieś otaczają liczne torfowiska.